# Anton Gecov
Anton Gecov (bolgárul: Антон Гецов; 1962. november 11. –) bolgár nemzetközi labdarúgó-játékvezető.

## Pályafutása

### Nemzetközi játékvezetés
A Bolgár labdarúgó-szövetség Játékvezető Bizottsága (JB) 1998-ban terjesztette fel nemzetközi játékvezetőnek, a Nemzetközi Labdarúgó-szövetség (FIFA) bíróinak keretébe. Több nemzetek közötti válogatott és klubmérkőzést vezetett. A bolgár nemzetközi játékvezetők rangsorában, a világbajnokság-Európa-bajnokság sorrendjében többedmagával a 21. helyet foglalja el 1 találkozó szolgálatával. Az aktív nemzetközi játékvezetéstől 2000-ben búcsúzott. Válogatott mérkőzéseinek száma: 3.

#### Európa-bajnokság
Az európai-labdarúgó torna döntőjéhez vezető úton Belgiumba és Hollandiába a XI., a 2000-es labdarúgó-Európa-bajnokságra az UEFA JB játékvezetőként foglalkoztatta.
| Időpont           | Helyszín                             | Mérkőzés típusa           | Mérkőzés        | Eredmény | Nézők száma |
| ----------------- | ------------------------------------ | ------------------------- | --------------- | -------- | ----------- |
| 1998. október 10. | Comunal d`Aixovall Stadion, La Vella | előselejtező (4. csoport) | Andorra–Ukrajna | 0 : 2    | 850         |

## Sportvezetőként
Az aktív játékvezetést befejezve a FIFA JB instruktora, ellenőre lett.